# Certa
Certa (Vimba vimba) – gatunek anadromicznej ryby z rodziny karpiowatych (Cyprinidae).

## Występowanie
Zlewiska Morza Północnego na wschód od Renu, Bałtyckiego, Azowskiego, Czarnego i Kaspijskiego oraz jeziora Ładoga i Pejpus. Na północy sięga do południowej Szwecji i Finlandii. Żyje w dolnych partiach wolno płynących rzek oraz w przybrzeżnych wodach morskich. Przebywa w głębokiej wodzie ponad twardym dnem. Na tarło podejmuje dalekie nieraz wędrówki w górę rzek docierając do krainy lipienia.

## Opis
Długość do 50 cm (zazwyczaj 30–40 cm). Ciało wydłużone, mocno bocznie spłaszczone, na brzuchu pozbawiony łusek kil, na grzbiecie przed płetwą grzbietową również pozbawiony łusek rowek. Liczba łusek w linii nabocznej 53–61. Otwór gębowy miękki, o grubych wargach, brzuszny położony w dolnej części wystającego pyska. Płetwa ogonowa głęboko wcięta, jej górny płat jest dłuższy niż dolny. Grzbiet szarawoniebieski, boki srebrzyste, brzuch biały, tęczówka szarobrązowa. Płetwy parzyste i odbytowa żółtawe lub czerwonawe. W okresie tarła grzbiet i boki stają się prawie czarne, a spód ciała pomarańczowy lub żółty. U samców występuje wysypka tarłowa.

## Odżywianie
Żywi się zooplanktonem, larwami ochotkowatych, małżoraczkami, gąbkami, ślimakami, małżami, racicznicami, ikrą oraz glonami. W czasie wędrówek tarłowych żeruje bardzo słabo.

## Rozród
Forma wędrowna dojrzałość płciową uzyskuje od 3 roku życia w górskich dopływach Wisły, formy niewędrowne dojrzałość płciową osiągają w wieku 7–8 lat. Do odbycia tarła potrzebuje wody o głębokości około 50 cm, przepływie rzędu 1 m/s i twardym dnie. Tarło jest porcyjne, zaczyna się w maju przy temperaturze około 15 °C, a kończy w lipcu. Samica składa około 100 tys. ziaren ikry. Wylęg po 3–6 dniach, po tygodniu zaczyna swobodnie pływać, ułuszczenie przy długości 2 cm. W wieku 5 lat certa ma około 20 cm i około 300 g, w wieku 10 lat 30 cm i 0,5 kg.

## Znaczenie gospodarcze
W Polsce certa miała bardzo duże znaczenie gospodarcze, jednak zabudowa rzek i nadmierne połowy spowodowały drastyczny spadek jej pogłowia. Na wschodzie posiada jeszcze dość duże znaczenie. Wędkarze łowią ją na spławik oraz metodą gruntową.

Wędkarski rekord wagowy: 1,74 kg przy 51 cm długości (1979).
Podgatunkiem certy występującym na obszarze zlewiska Morza Czarnego i Morza Azowskiego jest rybiec (Vimba vimba carinata), nazywany też certą czarnomorsko-azowską.

## Ochrona
Na terenie Polski obowiązują:
- Wymiar ochronny: 30 cm
- Okres ochronny:
  - w rzece Wiśle od zapory we Włocławku do jej ujścia od 1 września do 30 listopada,
  - w rzece Wiśle powyżej zapory we Włocławku i w pozostałych wodach od 1 stycznia do 30 czerwca.
- Dobowy limit: 5 sztuk.